# شهرداری سانتا آنا، بنی
شهرداری سانتا آنا (به اسپانیایی: Santa Ana del Yacuma) یک شهرداری در بولیوی است که در استان یاکوما واقع شده‌است. شهرداری سانتا آنا ۱۶٬۲۹۱ نفر جمعیت دارد.